# Prostitution in der Volksrepublik China
Die Prostitution in der Volksrepublik China ist seit Beginn der 1980er Jahre sowohl in Städten als auch in ländlichen Gegenden weit verbreitet. Die Kommunistische Partei Chinas hatte nach ihrer Machtübernahme 1949 mit einer Reihe von Kampagnen begonnen, die die Prostitution zu Beginn der 1960er Jahre angeblich in der Volksrepublik China beseitigt hatten. Trotz der Bemühungen der Regierung hat sich die Prostitution mittlerweile zu einem Gewerbe entwickelt, das viele Menschen umfasst und in der viel Geld umgesetzt wird. Sie ist wie überall mit diversen Problemen verbunden, z. B. mit organisierter Kriminalität, Korruption oder sexuell übertragbaren Erkrankungen.
Die Prostitution in China lässt sich nach diversen Typen, Orten und Preisen gliedern. Die Sex-Verkäufer haben unterschiedliche soziale Herkunftshintergründe. Sie sind fast alle weiblich, auch wenn in den vergangenen Jahren die Zahl der männlichen Prostituierten zugenommen hat. Zu den Örtlichkeiten gehören Hotels, Karaoke-Bars und Schönheitsfarmen.
Während die chinesische Regierung gegen die Organisatoren der Prostitution immer hart vorgegangen ist, schwankte sie bei der rechtlichen Beurteilung von Prostituierten zwischen Verbrechen und menschlichem Fehler. Seit der Rückkehr der Prostitution in den 1980er Jahren hat die Regierung zunächst mit dem bestehenden Rechtssystem geantwortet, also mit Institutionen wie Gerichten und der Polizei. Außerdem hat sie Polizeikampagnen durchgeführt und öffentliche Aktivitäten als eine Form der sozialen Disziplin klar begrenzt. Trotz der Bemühungen internationaler nichtstaatlicher Organisationen und Kommentatoren aus Übersee gibt es wenig Unterstützung für die Legalisierung des Sex-Dienstleistungs-Sektors durch die Öffentlichkeit, soziale Organisationen oder die Regierung.

## Prostitution in der maoistischen Ära
Nach dem Sieg der Kommunistischen Partei am 3. Februar 1949 beschäftigte sich die Regierung mit der Bekämpfung der Prostitution. Einen Monat nach der Machtübernahme kündigte die Regierung unter Ye Jianying eine Politik zur Kontrolle der Bordelle in Peking an. Am 21. November 1949 wurden alle 224 Etablissements geschlossen und innerhalb von zwölf Stunden 1286 Prostituierte sowie 434 Bordelleigentümer und Zuhälter durch 2400 Polizisten festgenommen. Die Kampagne wurde als großer Erfolg gefeiert. Angesichts der zahlreichen sozialen Aufgaben, die die lokalen Regierungen mit einem begrenzten Budget und wenig Personal leisten mussten, gingen die meisten Städte langsamer vor, indem sie die Prostitution in Bordellen erst kontrollierten und dann verboten. Diese Methode nutzte man in Tianjin, Shanghai und Wuhan. Dazu gehörte eine Verwaltung, die die Aktivitäten in Bordellen kontrollierte und männliche Stammkunden abschreckte. Damit sollte die Anzahl der Bordelle in jeder Stadt so weit reduziert werden, dass man die restlichen Bordelle im Stil der Pekinger Kampagne schließen und die Rehabilitation beginnen konnte. Die umfassendsten Reha-Programme gab es in Shanghai, wo die Anzahl der Sex-Arbeiterinnen nach dem Zweiten Japanisch-Chinesischen Krieg auf 100.000 gestiegen war.
Zu Beginn der 1960er Jahre waren die sichtbaren Formen der Prostitution in der Volksrepublik China durch solche Maßnahmen weitestgehend verschwunden. Gleichzeitig konnten die Geschlechtskrankheiten nach Angaben der Regierung ausgelöscht werden. Um diesen Sieg zu dokumentieren, wurden alle 29 Forschungseinrichtungen für solche Krankheiten 1964 geschlossen.
Nach der marxistischen Theorie werden Frauen, die Sex verkaufen, in die Prostitution gedrängt, um zu überleben. Die kommunistische Regierung feierte die Vernichtung der Prostitution deshalb als wichtigen Erfolg und als Beweis für die Vorherrschaft des Maoismus. Drei Jahrzehnte lang bot die Prostitution in China keinen Anlass zur Sorge. Jüngere Studien zeigen jedoch, dass die Prostitution unter dem maoistischen Regime gar nicht vollständig verschwunden war. Pan Suiming, einer der führenden chinesischen Experten zu diesem Thema, erklärt, dass die „unsichtbare“ Prostitution – bei der Frauen den Polizisten sexuelle Dienste anbieten, um gewisse Privilegien zu erhalten – ein wesentliches Merkmal des maoistischen China gewesen sei, vor allem in der Endphase der Kulturrevolution.

## Prostitution nach 1978
| Jahr    | Festnahmen   |
| ------- | ------------ |
| 1983    | 46.534       |
| 1989–90 | 243.183      |
| 1996/97 | rund 250.000 |
| 1998    | 189.972      |
| 1999    | 216.660      |

Die Rückkehr der Prostitution in der Volksrepublik China begann 1978 mit der Liberalisierung der chinesischen Wirtschaftspolitik durch Deng Xiaoping. Aus den unvollständigen Statistiken, die auf landesweiten Razzien basieren, steigt die Prostitutionsrate in China seit 1982 jährlich. Zwischen 1989 und 1990 waren 243.183 Menschen im Zusammenhang mit Prostitution beschäftigt. Zhang Ping geht davon aus, dass solche polizeilichen Angaben nur rund 25 bis 30 Prozent der tatsächlich betroffenen Menschen abdecken. Die Prostitution hat einen großen Anteil an der chinesischen Wirtschaft; sie beschäftigt möglicherweise zehn Millionen Menschen bei einem jährlichen Verbrauch von einer Billion Renminbi. Nach einer Polizeikampagne im Jahr 2000 schätzte der chinesische Ökonom Yang Fan, dass das chinesische Bruttoinlandsprodukt durch die arbeitslos gewordenen weiblichen Prostituierten um ein Prozent sank.
Die Wiederbelebung der Prostitution fand zunächst in den Städten an der chinesischen Ostküste statt, aber zu Beginn der 1990er Jahre waren die Praktiken auch im ökonomischen Hinterland weit verbreitet; dazu gehörten auch weit entfernte und unterentwickelte Regionen wie Guizhou, Yunnan und Tibet. In den 1980er Jahren war die typische Sex-Verkäuferin eine schlecht ausgebildete, junge, ländliche Migrantin aus bevölkerungsreichen, relativ weit entfernten Provinzen wie Sichuan oder Hunan. Im vergangenen Jahrzehnt stellte man fest, dass die meisten Frauen sich selbst für die Prostitution entscheiden. Zu den möglichen Vorteilen der Prostitution als alternative Form der Beschäftigung gehören ein größeres verfügbares Einkommen, Zugang zu höheren sozialen Kreisen und Optionen bezüglichen des Lebensstils. Die staatlich kontrollierten Medien richten ihre Aufmerksamkeit auf Stadtbewohner, die sich in der Prostitution engagieren, v. a. Frauen mit universitärer Ausbildung. Die Akzeptanz der Prostitution scheint zu wachsen. Bei einer Studie gaben 46,8 % der befragten Undergraduates in Peking an, dass sie schon einmal daran gedacht haben, die Dienste der Prostitution in Anspruch zu nehmen. Bezüglich der Nachfrage verbindet man die Prostitution mit der Ungleichheit der Geschlechter, die durch die Ein-Kind-Politik verursacht wurde.
Die Prostitution ist oft mit einer Korruption der Regierung verbunden. Viele Offizielle glauben, dass die Stärkung der Prostitution in der Tourismus-Branche ökonomische Vorteile und höhere Steuereinnahmen bringt. Die Polizei wurde gelegentlich in die Verwaltung von hochklassigen Hotels, in denen Prostitution stattfindet, eingebunden oder bestochen bzw. mit sexuellen Diensten dazu gebracht, die Aktivitäten zu ignorieren. Die Korruption geschieht auch indirekt durch den weit verbreiteten Missbrauch öffentlicher Gelder zur Finanzierung sexueller Dienste. Pan Suiming behauptet, dass es in China eine spezielle Form der Prostitution gibt, bei der es zu einem Abkommen kommt zwischen denen, die ihre Macht und Autorität in der Regierung nutzen, um Sex zu erhalten, und denen, die mit Sex Privilegien erhalten.
Ende der 1990er Jahre wurde festgestellt, dass immer mehr Sex-Arbeiterinnen körperlich angegriffen oder sogar ermordet werden, um ihnen Geld und Besitz zu stehlen. Es gibt auch eine steigende Zahl von Verbrechen, insbesondere Diebstahl und Betrug gegenüber Männern, die Sex kaufen, sowie Bestechung von öffentlichen Angestellten. Die Verbrecher profitieren davon, dass ihre Opfer wegen der Beteiligung an der Prostitution oft keine Anzeige erstatten. Organisierte Verbrecherbanden betreiben immer öfter Menschenhandel mit Frauen nach und aus China, zum Teil mit Gewalt und nach mehreren Vergewaltigungen. In der Volksrepublik China gibt es auch immer mehr heroinsüchtige Prostituierte, deren Drogensucht oft mit internationalen und einheimischen Verbrechern verbunden ist.
Sexuell übertragbare Krankheiten nahmen mit der Rückkehr der Prostitution wieder zu und sind direkt damit verbunden. Man befürchtet, dass die Prostitution der hauptsächliche Übertragungsweg für HIV werden könnte, wie es in Entwicklungsländern wie Thailand oder Indien bereits geschehen ist. Inspiriert vom thailändischen Erfolg bezüglich der Verringerung von HIV-Infektionen haben einige Regionen eine Politik des hundertprozentigen Kondom-Gebrauchs eingeführt. Außerdem gibt es an einigen Orten STI-Beratungsdienste, Aufklärung von Gleichaltrigen sowie freiwillige Beratungen und Tests für HIV.

## Arten und Orte
Die chinesische Polizei kategorisiert die Praktiken der Prostitution nach einer absteigenden Hierarchie mit sieben Stufen, obwohl diese Typologie nicht alle existierenden Formen umfasst. Die Stufen verdeutlichen die heterogene Natur der Prostitution und Prostituierten. Innerhalb einiger Stufen lässt sich immer noch eine Ablehnung von Analsex und Oralsex erkennen. Parallel zu den verschiedenen Hintergründen der Prostituierten stammen auch die Freier aus vielen verschiedenen Berufsgruppen.
- erste Stufe: 包二奶 - bao’ernai

Frauen agieren als "zweite Ehefrauen" von reichen und einflussreichen Männern, darunter Regierungsangehörige und in- und ausländische Unternehmer. Diese Praxis gilt als Prostitution, weil die Frauen aktiv um Männer werben, die sie mit einer festen Verpflegung und regelmäßigen Zahlungen versorgen können. Frauen, die solche Bindungen eingehen, wohnen manchmal mit ihren Klienten zusammen und haben eventuell sogar Ambitionen, eine richtige Ehefrau zu werden.
- zweite Stufe: 包婆 - baopo („verpackte Ehefrau“)

Frauen begleiten einen hochklassigen Klienten für eine festgelegte Zeit, z. B. während einer Geschäftsreise und erhalten dafür einen festen Lohn.
Um die ersten beiden Stufen gibt es heftige öffentliche Diskussionen, weil sie ausdrücklich mit Korruption der Regierung verbunden sind. Viele einheimische Kommentatoren sehen in diesen Praktiken einen konkreten Ausdruck eines „Rechts der Bourgeoisie“. Die All-China Women’s Federation als wichtigster Träger des Feminismus in der Volksrepublik China bemüht sich ebenso wie Frauenvereine in Hongkong und Taiwan, diese Form des Konkubinats zu beenden, weil sie die emotionale und ökonomische Sicherheit eines Ehevertrags verletzt.
- dritte Stufe: 三厅 - santing („drei Hallen“)

Frauen vollführen sexuelle Handlungen mit Männern bei Karaoke-Partys, in Diskotheken, Bars, Restaurants, Teehäusern oder ähnlichen Orten und erhalten finanzielle Leistungen durch Trinkgelder der einzelnen Männer, die sie begleiten, sowie einen Anteil an den Einkünften, die durch informelle Bedienungsgelder beim Gebrauch von Einrichtungen oder durch Essen und Trinken erzielt werden. Ein verbreiteter Euphemismus für solche Hostessen ist 三陪小姐 („Damen der drei Begleitungen“). Sie beginnen oft, indem sie ihren Klienten erlauben, ihren Körper zu liebkosen oder intim zu tätscheln. Wenn der Kunde dann begierig ist, kommt es zum Geschlechtsverkehr.
- vierte Stufe: 叮咚小姐 („Dingdong Damen“)

Frauen werben um potenzielle Freier, indem sie auf Zimmern in einem bestimmten Hotel anrufen. Sie bieten entweder einmaligen Geschlechtsverkehr oder eine ganz Nacht lang Sex an, wobei für letzteres üblicherweise der doppelte oder dreifache Preis zu zahlen ist.
- fünfte Stufe: 发廊妹 - falangmei („Schwester des Friseursalons“)

Frauen arbeiten an Orten, die sexuelle Dienste unter dem Deckmantel einer Massage oder eines Gesundheits- bzw. Schönheitsbehandlung anbieten, z. B. in Fitnesszentren, Schönheitsfarmen, Friseursalons, Badehäusern oder Saunen. Zu den üblichen Dienstleistungen zählen manuelle Stimulation des Glieds und Oralsex.
- sechste Stufe: 街女 - jienü („Straßenmädchen“)

Frauen werben auf der Straße um Freier.
- siebte Stufe: 下工棚 - xiagongpeng („hinab zu den Arbeitsbaracken“)

Frauen verkaufen Sex an durchreisende männliche Arbeiter vom Land.
Die untersten beiden Stufen zeichnen sich durch einen direkteren Austausch von Sex für finanzielle oder materielle Leistungen aus. Sie sind weder direkt mit Korruption verbunden noch durch die neue Tourismus-Industrie vermittelt. Frauen, die Sex gemäß den untersten beiden Schichten verkaufen, tun dies gewöhnlich für kleine Geldsummen, Nahrung und Schutz.

## Rechtliche Reaktionen
Die Volksrepublik China lehnt das Argument ab, dass Prostitution eine nebensächliche Transaktion zwischen Individuen im gegenseitigen Einvernehmen sei und die Prohibitionsgesetze eine Verletzung der bürgerlichen Freiheiten darstelle. Sie reagiert, indem sie die Organisatoren der Prostitution bestraft. Teilnehmer an der Prostitution werden üblicherweise immer noch nach dem chinesischen System von administrativen Sanktionen und nicht durch das Strafrecht bestraft.

### Prostitutionsgesetz
| Prostitutionsgesetz | Prostitutionsgesetz |
| ------------------- | --- |
| 1987                | Strafen für die Sicherheitsadministration 中华人民共和国治安管理处罚条例                                                               |
| 1991                | striktes Verbot zum Verkauf und Kauf von Sex 严禁卖淫嫖娼的决定                                                                        |
| 1991                | harte Bestrafung von Kriminellen, die Frauen und Kinder entführen oder Menschenhandel treiben 严惩拐卖、绑架妇女、儿童的犯罪分子的决定 |
| 1992                | Gesetz zum Schutz der Rechte und Interessen von Frauen 妇女权益保障法                                                                  |
| 1997                | Revision des Strafrechts der VR China 中华人民共和国刑法                                                                               |
| 1999                | Regeln zur Verwaltung von öffentlichen Plätzen der Unterhaltung 娱乐场所管理条例                                                       |

Bis zu den 1980er Jahren beschäftigte sich der Nationale Volkskongress nicht mit dem Thema Prostitution. Das erste Strafrecht der Volksrepublik China, das Criminal Law and Criminal Procedure Law von 1979, enthielt keine ausdrücklichen Anmerkungen zur Prostitution. Die rechtliche Kontrolle der Prostitution basierte bis zur Einführung der "Security administration punishment regulations" 1987 auf provinziellen Gesetzen und örtlichen Initiativen der Polizei. Nach den neuen Regeln galt es als Straftat, Sex zu verkaufen (卖淫) oder illegale Beziehungen zu einer Prostituierten zu haben (嫖宿暗娼).
Prostitution wurde erst zu Beginn der 1990er Jahre im Statut klassifiziert. Als Reaktion auf die Anfragen des Ministeriums für öffentliche Sicherheit und der All-China Women's Federation verabschiedete der NVK 1991 eine Gesetzgebung, die die Kontrollen der Prostitution erheblich erweiterte. Die Entscheidungen verbieten den Verkauf und Kauf von Sex und bestimmen harte Strafen für die Entführung von und den Menschenhandel mit Frauen und Kindern. Das Gesetz von 1992 zum Schutz der Rechte und Interessen von Frauen, das Prostitution als soziale Praxis definiert, die die inhärenten Persönlichkeitsrechte der Frauen missachtet, verstärkte symbolisch die strikteren Kontrollgesetze.
Das überarbeitete Strafrecht der Volksrepublik China von 1997 bewahrt den abolitionistischen Blickwinkel, da es vor allem die Verwicklung von Dritten in der Prostitution kriminalisiert. Zum ersten Mal konnte die Todesstrafe zur Anwendung kommen, allerdings nur in Ausnahmefällen bei organisierter Prostitution mit zusätzlichen Begleitumständen wie wiederholte Angriffe, Vergewaltigung oder ernsthafte körperliche Verletzungen. Die Aktivitäten von direkten Teilnehmern werden in der Praxis weiterhin nach Verwaltungsrecht geregelt; eine Ausnahme bilden diejenigen, die Sex verkaufen oder kaufen, obwohl sie wissen, dass sie mit einer sexuell übertragbaren Krankheit infiziert sind, oder Prostitution mit einem Kind unter 14 Jahren betreiben. Seit 2003 wird auch männliche homosexuelle Prostitution nach dem Gesetz verfolgt.
Das Strafrecht von 1997 enthält Vorschriften aus der Entscheidung von 1991, die ein Kontrollsystem über soziale Orte, vor allem Plätze für Freizeit und Unterhaltung, etabliert. Damit soll verhindert werden, dass Manager und Arbeiter innerhalb der hauptsächlich von Männern betriebenen und betreuten Hospitality-Industrie von der Prostitution profitieren oder andere dazu treiben. Die Intervention der Regierung in der kommerziellen Erholungsbranche hat ihren Ausdruck gefunden in den „Regulations concerning the management of public places of entertainment“ von 1999. Die Vorschriften verbieten eine Reihe von kommerziellen Praktiken, die die Aktivitäten weiblicher „Hostessen“ charakterisieren. Diese Gesetze wurden durch die Einführung lokaler Lizenzierungsmaßnahmen verstärkt, die sich auf die Organisation von Erholungseinrichtungen beziehen.

### Disziplinarmaßnahmen der Partei
Als Reaktion auf die Rufe nach Einschränkung der offiziellen Korruption Mitte der 1990er Jahre, wurden zahlreiche Regeln eingeführt, um Regierungsmitglieder am Betrieb von Freizeiteinrichtungen und dem Schutz illegaler Geschäftsoperationen zu hindern. Die Disziplinarregeln der Kommunistischen Partei von 1997 enthalten z. B. spezifische Vorschriften, nach denen Parteimitglieder ihre Posten verlieren, wenn sie ihre Position oder öffentliche Gelder ausnutzen, um sich eine „zweite Ehefrau“ anzuschaffen oder sexuelle Dienste zu erwerben. Diese Maßnahmen werden kontrolliert, indem man Regierungsoffizielle nach der 1998 eingeführten Praxis verhört und damit die Kräfte des Disziplinarkomitees der Kommunistischen Partei mit denen der State Auditing Administration verbindet. Nach Einführung dieser Maßnahmen haben die chinesischen Medien zahlreiche Fälle veröffentlicht, bei denen Regierungsmitglieder wegen Missbrauch ihrer Position zu Zwecken der Prostitution überführt und verurteilt wurden.

## Kontrollen
Trotz der gesetzlichen Möglichkeiten werden Prostituierte vom Ministerium für öffentliche Sicherheit oft als Quasi-Kriminelle behandelt. Die chinesische Polizei patrouilliert regelmäßig öffentliche Plätze, oft mit der Unterstützung von Massenorganisationen, die eine starke Präsenz zur Abschreckung gegen Prostitution nutzen. Da Prostituierte aus den unteren Stufen auf der Straße arbeiten, können sie leichter festgenommen werden. Festnahmen gibt es auch häufiger bei weiblichen Anbietern von Sex als bei männlichen Käufern. Die große Mehrheit der festgenommenen Männer und Frauen werden gegen eine Kaution und Geldstrafe freigelassen. Teils verzichten Chinas Prostituierte auf Kondome, da deren Besitz der Polizei als Beweismittel dient. Die Folge sind steigende Infektionen an HIV, Syphilis, Gonorrhö (Tripper).
Im Gegenzug haben Anbieter und Käufer von Sex zahlreiche Taktiken entwickelt, um der Festnahme zu entgehen. Die Mobilität, die durch moderne Kommunikationssysteme wie Handys und Pager sowie durch moderne Formen des Transports wie Taxis und private Autos ermöglicht wird, erschwert es der Polizei, genau festzustellen, wer in die Verbrechen verwickelt ist. Die Prostituierten nutzen auch das Internet, vor allem Instant-Messaging-Software, um Kunden anzulocken. Im Jahr 2004 legte die Polizei das Prostitutions-Portal PlayChina still.
Die gegenüber der Prävention deutlich sichtbarere Form der Kontrolle sind periodische Polizeikampagnen. Kampagnen gegen die Prostitution werden von landesweiten Medienberichten begleitet, die die Gesetze und Regeln der Volksrepublik China veröffentlichen. Darauf folgen üblicherweise die Verkündung von Festnahme-Statistiken und offizielle Statements, die besagen, dass der Kampf gegen die Prostitution lang dauern wird. Es gibt Kritik an den Kampagnen, weil sie auf einer veralteten, „ideologischen“ Konstruktion und einer ebenso veralteten Formel von 1950 basieren.
Das primäre Ziel der Prostitutionskontrollen während der 1990er Jahre war die chinesische Unterhaltungsindustrie. Sie kulminierten in den „strike hard“-Kampagnen von 1999 und 2000. Während solche Kampagnen bei der vollständigen Vernichtung der Prostitution gescheitert sind, haben die Regulierungen immerhin dafür gesorgt, dass es legitime Service-Mitarbeiterinnen gibt, die das Recht haben, Praktiken zurückzuweisen, die gegen den gültigen Arbeitsvertrag verstoßen, und am Arbeitsplatz frei von sexueller Belästigung zu sein.
Die chinesische Polizei erweist sich jedoch bei der Kontrolle der Prostitution in höheren Stufen als unfähig. Die Natur des Konkubinats und der Zweitfrau sind eher ein Ziel für soziale Kampagnen als für konventionelle Polizeiarbeit. Wegen der sozialen Veränderungen darf die chinesische Polizei nun nicht mehr offensichtlich oder gewaltsam in persönliche Verhältnisse eindringen. Die Polizeikräfte in China unterscheiden sich auch bezüglich ihrer Vorgehensweise. In manchen Gebieten sind „Massage-Salons“ auf Hauptstraßen als Bordelle bekannt, werden aber allgemein, abgesehen von gelegentlichen Razzien, nicht behindert.

## Die Frage der Legalisierung
Die illegalen Aktivitäten und die Probleme, die mit der Prostitution verbunden sind, zeigen, welche Vorteile eine legale Anerkennung haben kann. Einige internationale nichtstaatliche und Menschenrechts-Organisationen haben die Regierung der Volksrepublik China kritisiert, weil diese es nicht schafft, die Konvention der Vereinten Nationen gegen die Diskriminierung von Frauen (Convention on the Elimination of All Forms of Discrimination Against Women) zu erfüllen. Die Regierung habe die freiwillige Prostitution nicht als legale Arbeitstätigkeit anerkannt. Sie bestrafe Prostituierte aus unteren Gesellschaftsschichten, während sie Männer, die Sex kaufen, entlaste. Außerdem ignoriere sie die andauernden Probleme mit der Verwicklung der Regierung.
Zentrale Richtlinien der Kommunistischen Partei erlauben keine öffentliche Befürwortung einer Legalisierung der Prostitution. Argumente für eine Legalisierung sind jedoch in der Volksrepublik durchaus vorhanden. Einige Kommentatoren behaupten, dass eine legale Anerkennung der Sex-Industrie in Verbindung mit einer weiteren ökonomischen Entwicklung letztlich die Zahl der prostituierten Frauen reduzieren würde. Einheimische Kommentatoren sehen auch die Regierungskontrollen der Prostitution sehr kritisch und beklagen sich in einer marxistischen Sichtweise über die geschlechtliche Diskriminierung und den Missbrauch von Menschenrechten. Einige Kommentatoren in China und Übersee sehen in der Verbannung der Prostitution ein Problem, weil dadurch Maßnahmen gegen die Verbreitung von HIV behindert würden.
Während die Kontrollen der Prostitution auf lokaler Ebene gelockert wurden, gibt es auf zentraler Regierungsebene keine Bestrebungen für eine Legalisierung. Dafür gibt es auch kaum öffentliche Unterstützung. Angesichts der unterentwickelten Wirtschaft und des Rechtssystems in China geht man davon aus, dass eine Legalisierung die schwierige Aufgabe, die Beteiligung von Dritten an gewaltsamer Prostitution und am Menschenhandel mit Frauen juristisch zu bestrafen, zusätzlich kompliziert würde. In China durchgeführte Studien lassen vermuten, dass heimliche Formen der Prostitution wegen der sozialen Sanktionen gegen die Arbeit oder Unterstützung in einem Rotlichtviertel parallel zur Einrichtung legaler Prostitutionsgeschäfte weiter existieren würden. Probleme bei der Beschäftigung von Frauen begrenzen ebenfalls die Effektivität der Legalisierung. Dazu gehören der Mangel an unabhängigen Gewerkschaften und ein begrenzter individueller Zugang zu ziviler Entschädigung im Hinblick auf Arbeitsschutz.

## Prostitution in den Medien
Durch die Verbreitung der Prostitution sind viele Slang-Ausdrücke in das allgemeine Vokabular geraten. Die Prostitution ist ein beliebtes Thema in den Medien, vor allem im Internet. Nachrichten über Polizei-Razzien, Gerichtsverfahren oder Familientragödien, die im Zusammenhang mit der Prostitution stehen, werden in Form von Sensationsberichten veröffentlicht. Ein treffendes Beispiel ist die Nachricht von einer Orgie mit 400 Japanern und 500 chinesischen Prostituierten im Jahr 2003, die auch wegen einer anti-japanischen Stimmung umfassend publiziert wurde und große Aufmerksamkeit erlangte. In einem weiteren spektakulären Fall wurde Alex Ho Wai-to, der Kandidat der demokratischen Partei für den Legislative Council von Hongkong, zu einer sechsmonatigen Arbeitsstrafe verurteilt, nachdem er eine Prostituierte engagiert hatte.
Die Prostitution hat sich in den letzten Jahren zu einem Thema in der Kunst entwickelt, vor allem im chinesischen Kino. Der Film Blush von Li Shaohong aus dem Jahr 1995 beginnt 1949 mit der Festnahme von Prostituierten in Shanghai zur Rehabilitation und erzählt anschließend die Geschichte einer Dreiecksbeziehung zwischen zwei Prostituierten und einem ihrer früheren Kunden. Die Prostituierte Xiao’e versucht sich während der Rehabilitation zu erhängen. Als Grund gibt sie an, dass sie in einem Bordell geboren wurde und das Leben dort genossen habe, womit sie die Perspektive der Regierung herausfordert. Der minimalistische, hermetische und im Wortsinne private Die Blumen von Shanghai von Hou Hsiao-Hsien aus dem Jahr 1998 geht auf den Roman The Sing-Song Girls of Shanghai (1892) von Han Bangqing zurück, und spielt auch etwa 1880. Der Film Xiu Xiu: The Sent Down Girl von 1998 ist ein dramatisches Porträt der „unsichtbaren“ Prostitution im ländlichen China während der maoistischen Ära. Der Independentfilm Seafood von Zhu Wen aus dem Jahr 2001 war eine noch offenere Darstellung der Prostitution, diesmal geht es um das komplizierte Verhältnis von Prostitution und verschärfter Gesetzgebung. Eine Prostituierte aus Peking will in einem Seebad Selbstmord begehen. Ein Polizist verhindert dies und versucht sie zu erlösen, leistet sich aber auch mehrere sexuelle Übergriffe. Beide Filme wurden zwar im Ausland von der Kritik gefeiert, hatten aber in der Volksrepublik China nur mäßigen Erfolg, was nicht allein an den Restriktionen der Regierung lag. Die Darstellung der Prostitution in der fiktionalen Literatur war etwas erfolgreicher. Die bekannteste Autorin zu diesem Thema ist die junge Schriftstellerin Jiu Dan, die mit dem Porträt chinesischer Prostituierter in Singapur in ihrem Roman Wuya für extreme Kontroversen gesorgt hat.
In den westlichen Medien gibt es seit Ende der 1980er Jahre regelmäßig Berichte über weibliche Prostituierte, die oft darauf hinweisen, dass die Chinesen die maoistische puritanistische Moral zurückgewiesen und stattdessen sexuelle Befreiung und individuelle Freiheit begrüßt haben. In jüngerer Zeit tendieren die Kommentatoren dazu, bezüglich der Prostitution Bedenken zu äußern. Sie kritisieren die Kommunistische Partei entweder, weil sie den Frauen keine soziale und ökonomische Gleichheit garantieren kann oder weil sie die Prostitution weiterhin überkritisch aus moralischen Gründen verdammt und damit die Prostituierten zusätzlichen rechtlichen Schikanen aussetzt.